# Леонов, Сергей Григорьевич
Сергей Григорьевич Леонов (1891 — 1981, Симферополь) — российский революционер и советский партизан. Участник гражданской войны в России и Великой Отечественной войны.

## Биография
Родился в 1891 году. В 1909 году начал работать в малярном цехе Севастопольского военного порта. Во время революционных события 1917 года являлся одним из организаторов профсоюза строительных рабочих. Член городского совета военных депутатов разных созывов.
В ноябре 1919 года стал членом подпольного горкома РКП(б), а в феврале 1920 года — председателем подпольного Севастопольского ревкома. С ноября 1920 года занимал пост председателя президиума севастопольского комитета РКП(б) и заведующим отделом ревкома. В декабре 1920 года был делегатом VIII Всероссийского съезда Советов.
Леонов стал одним из представителей «рабочей оппозиции» и в 1921 году вышел из коммунистической партии. После окончания гражданской войны работал в хозяйственной сфере.
Был арестован в 1937 году во время сталинских репрессий. Во время Великой Отечественной войны находился в рядах крымских партизан.
Скончался в 1981 году в Симферополе.